# Welyka Zwilja
Welyka Zwilja (ukrainisch Велика Цвіля; russisch Великая Цвиля Welikaja Zwilja, polnisch Cwila) ist ein Dorf in der ukrainischen Oblast Schytomyr mit etwa 870 Einwohnern (2001).
Das erstmals 1677 schriftlich erwähnte Dorf liegt auf einer Höhe von 205 m am Ufer des Hat (Гать), einem 24 km langen Nebenfluss des Slutsch, 20 km südwestlich vom ehemaligen Rajonzentrum Jemiltschyne und 115 km nordwestlich vom Oblastzentrum Schytomyr.
Im Dorf befindet sich die aus Holz erbaute und unter Denkmalschutz stehende Himmelfahrtskirche.
Am 12. Juni 2020 wurde das Dorf ein Teil der Siedlungsgemeinde Jemiltschyne, bis dahin bildete es zusammen mit den Dörfern Boljarka (Болярка), Lissowe (Лісове), Ossowa (Осова) und Rohiwka (Рогівка) die Landratsgemeinde Welyka Zwilja (Великоцвілянська сільська рада/Welykozwiljanska silska rada) im Südwesten des Rajons Jemiltschyne.
Am 17. Juli 2020 kam es im Zuge einer großen Rajonsreform zum Anschluss des Rajonsgebietes an den Rajon Swjahel.